# Neoscona triangula
Neoscona triangula là một loài nhện trong họ Araneidae.
Loài này thuộc chi Neoscona. Neoscona triangula được Eugen von Keyserling miêu tả năm 1864.

## Hình ảnh

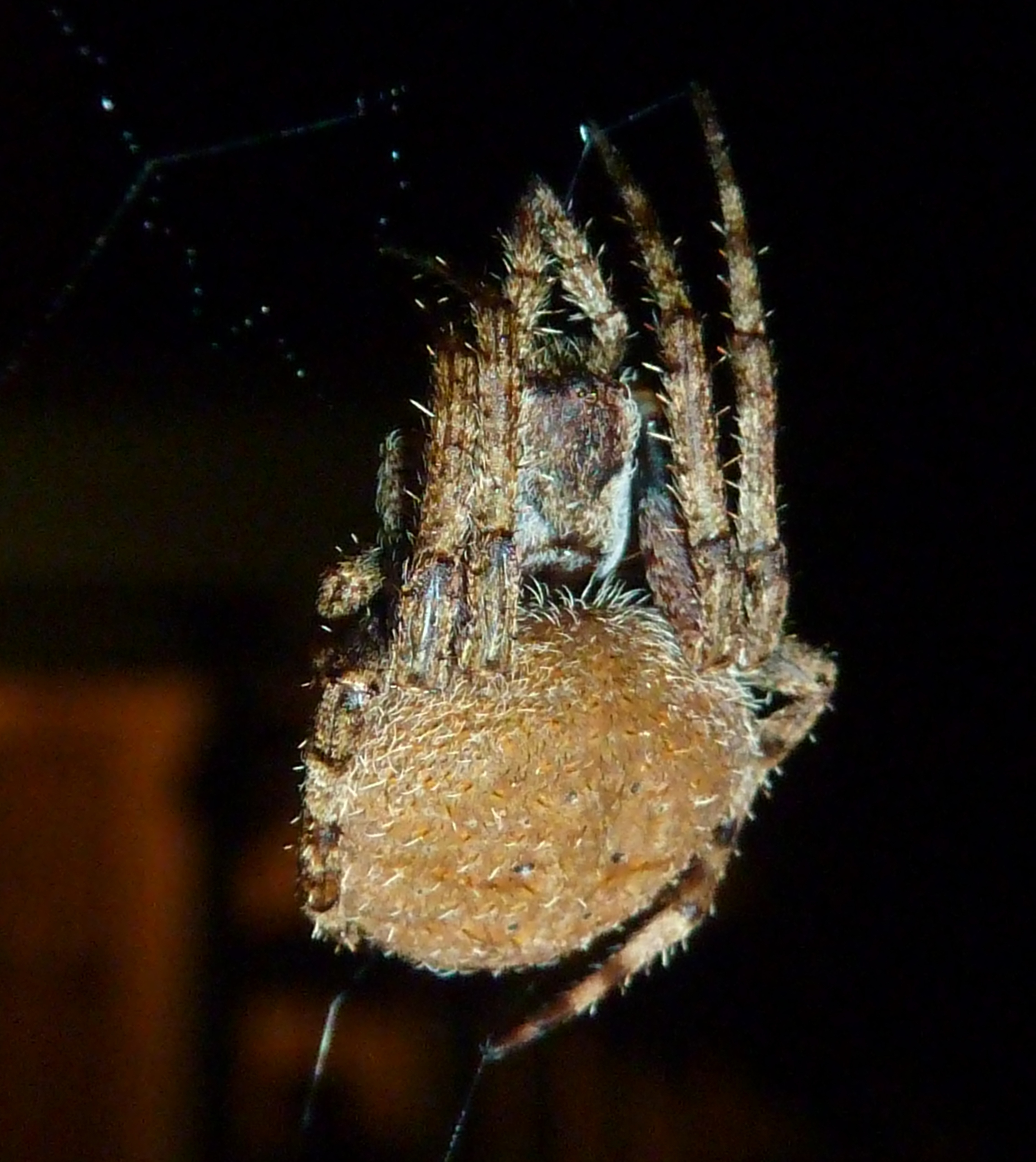
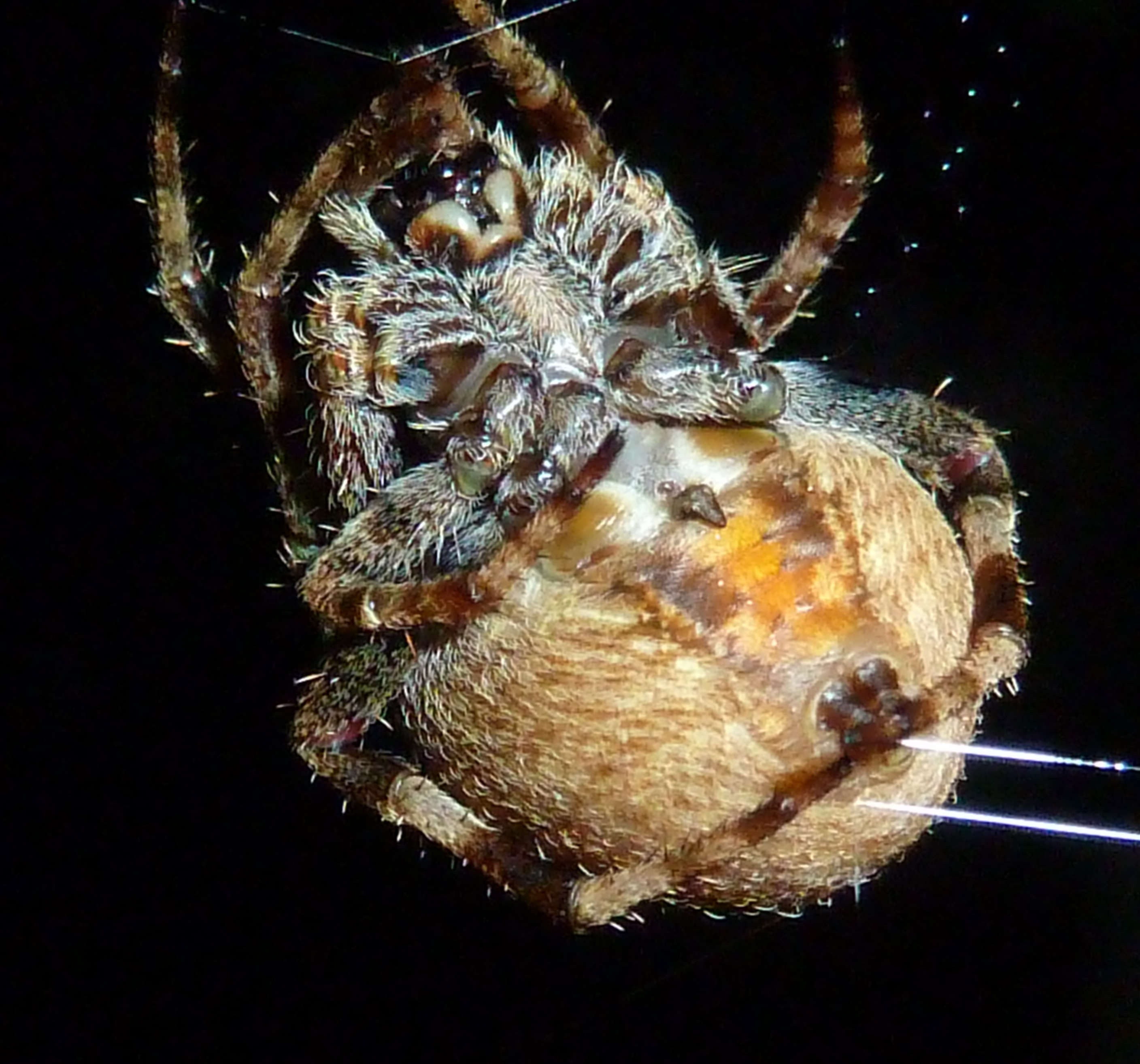
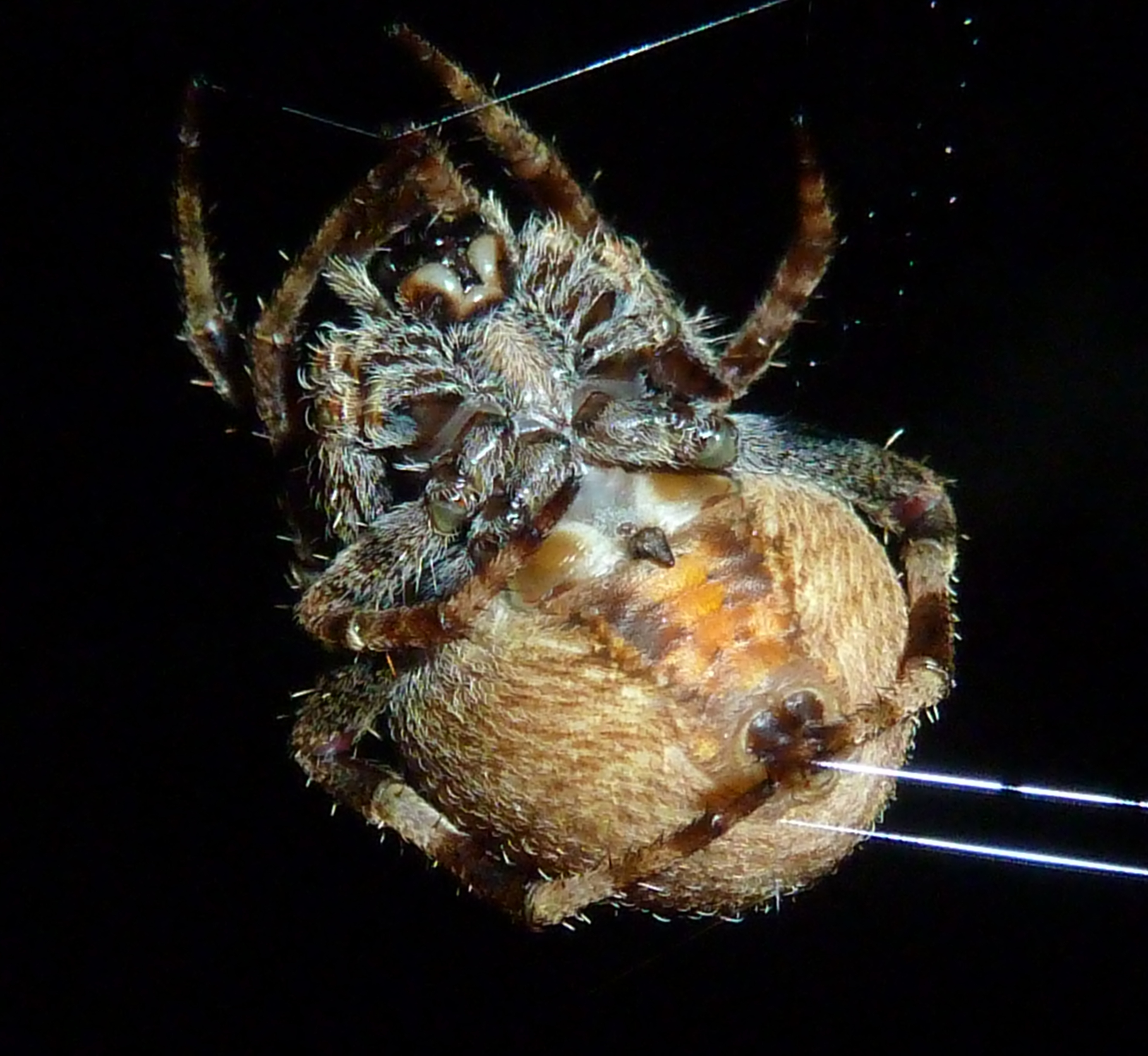
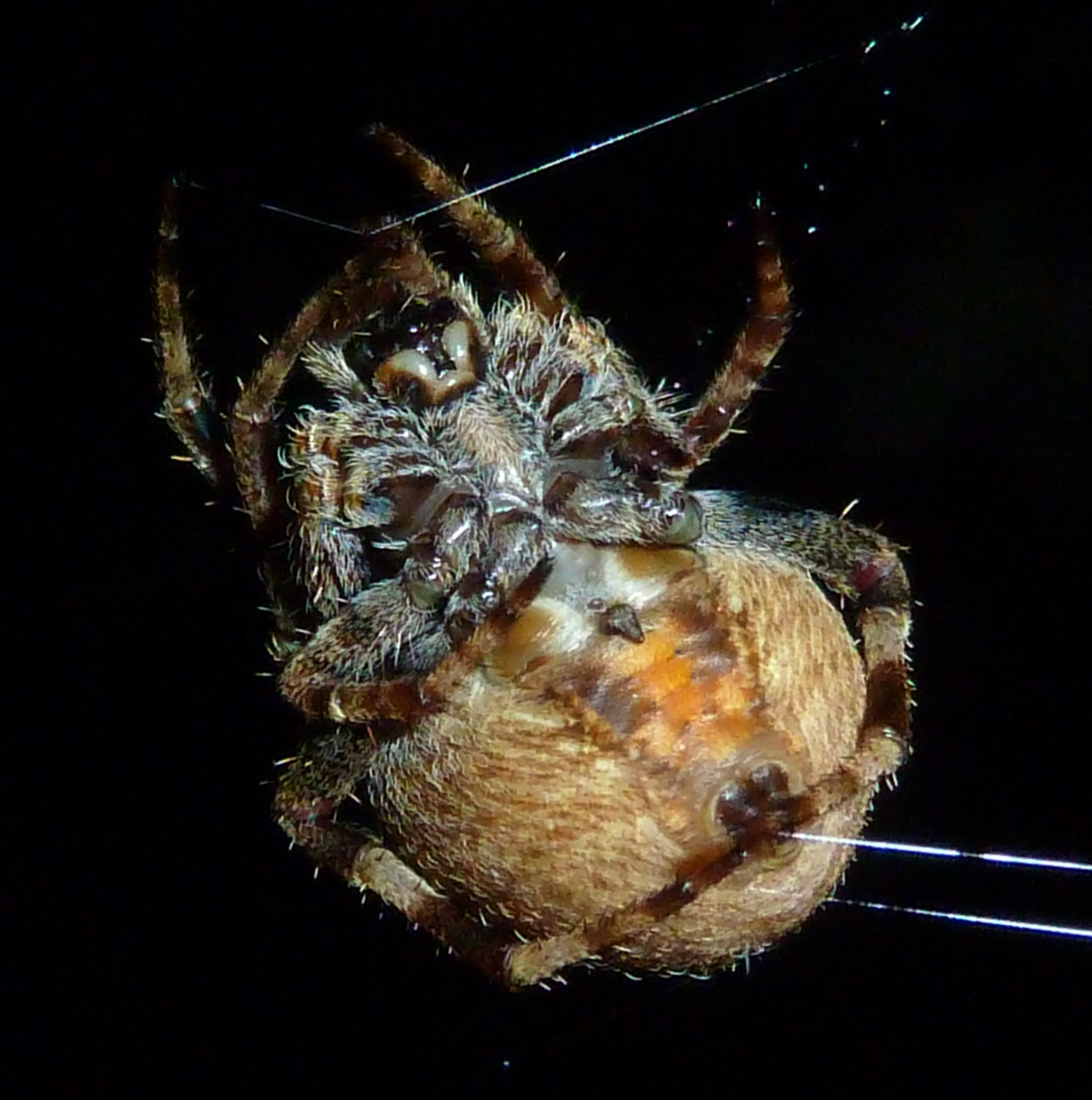